# Traccia (matrice)
In algebra lineare, si definisce traccia di una matrice quadrata la somma di tutti gli elementi della sua diagonale principale.
Nel caso di endomorfismi di uno spazio vettoriale, è possibile definire la traccia di un endomorfismo considerando la traccia della sua matrice associata rispetto ad una qualsiasi base dello spazio. Poiché la traccia è invariante per similitudine, questo valore non dipende dalla base scelta.

## Definizione
Si definisce traccia {\displaystyle \operatorname {tr} (A)} di una matrice {\displaystyle A} la somma di tutti gli elementi sulla sua diagonale principale:
{\displaystyle \operatorname {tr} (A)=\sum _{i=1}^{n}a_{ii}}
dove {\displaystyle a_{ii}} rappresenta l'elemento posto sulla {\displaystyle i}-esima riga e {\displaystyle i}-esima colonna di {\displaystyle A}.
Dalla definizione segue che una matrice hermitiana ha traccia reale in quanto i suoi elementi sulla diagonale principale sono reali. D'altro canto, una matrice antisimmetrica a valori in un campo con caratteristica diversa da {\displaystyle 2} ha traccia nulla, poiché tutti gli elementi sulla diagonale principale sono nulli.
L'insieme delle matrici la cui traccia è nulla è inoltre uno spazio vettoriale.

## Proprietà
Tra le proprietà più immediate della traccia vi sono le seguenti:
- Calcolare la traccia è una trasformazione lineare:

{\displaystyle \operatorname {tr} (A+B)=\operatorname {tr} (A)+\operatorname {tr} (B)}
{\displaystyle \operatorname {tr} (cA)=c(\operatorname {tr} (A))}
- Una matrice {\displaystyle A} e la sua trasposta {\displaystyle A^{T}} hanno la stessa traccia:

{\displaystyle \operatorname {tr} (A)=\operatorname {tr} \left(A^{T}\right)}
come si nota dal fatto che la trasposta rappresenta la rotazione degli elementi della matrice rispetto alla diagonale, la quale rappresenta un'invariante di tale trasformazione.
- Data la matrice identità {\displaystyle I_{n}}, la traccia è la dimensione dello spazio, ovvero {\displaystyle \operatorname {tr} (I_{n})=n}.  La traccia di una matrice idempotente {\displaystyle A} (tale per cui {\displaystyle A^{2}=A}) è il rango di {\displaystyle A}, mentre la traccia della matrice nilpotente è zero.
- Se {\displaystyle A} è una matrice simmetrica e {\displaystyle B} è una matrice antisimmetrica, allora:

{\displaystyle \operatorname {tr} (AB)=0}
- Data una matrice {\displaystyle A} di dimensione {\displaystyle m\times n} e una seconda matrice {\displaystyle B} di dimensione {\displaystyle n\times m}, si ha:

{\displaystyle \operatorname {tr} (AB)=\operatorname {tr} (BA)}
Si tratta di una conseguenza immediata del procedimento di moltiplicazione di matrici, infatti:
{\displaystyle \operatorname {tr} (AB)=\sum _{i=1}^{m}\left(AB\right)_{ii}=\sum _{i=1}^{m}\sum _{j=1}^{n}A_{ij}B_{ji}=\sum _{j=1}^{n}\sum _{i=1}^{m}B_{ji}A_{ij}=\sum _{j=1}^{n}\left(BA\right)_{jj}=\operatorname {tr} (BA)}
La traccia è cioè invariante rispetto ad una permutazione ciclica:
{\displaystyle \operatorname {tr} (ABCD)=\operatorname {tr} (BCDA)=\operatorname {tr} (CDAB)=\operatorname {tr} (DABC)}
Si nota che una generica permutazione non è consentita:
{\displaystyle \operatorname {tr} (ABC)\neq \operatorname {tr} (ACB)}
La traccia di un prodotto può essere scritta come una somma del tipo:
{\displaystyle \operatorname {tr} (X^{\mathrm {T} }Y)=\operatorname {tr} (XY^{\mathrm {T} })=\operatorname {tr} (Y^{\mathrm {T} }X)=\operatorname {tr} (YX^{\mathrm {T} })=\sum _{i,j}X_{ij}Y_{ij}}
in cui si nota la somiglianza con il prodotto interno tra vettori.
- La traccia è invariante per similitudine, ovvero due matrici simili hanno la stessa traccia:

{\displaystyle \operatorname {tr} (M^{-1}AM)=\operatorname {tr} ((M^{-1}A)M)=\operatorname {tr} (M(M^{-1}A))=\operatorname {tr} ((MM^{-1})A)=\operatorname {tr} (A)\ }
- Data una matrice {\displaystyle A} di dimensione {\displaystyle m\times n} e una seconda matrice {\displaystyle B} di dimensione {\displaystyle m\times n}, si ha:

{\displaystyle {\frac {\partial (\operatorname {tr} (AB^{T}))}{\partial B}}=A}
La traccia è, a meno di segno, il coefficiente di {\displaystyle x^{n-1}} nel polinomio caratteristico di una matrice. La traccia inoltre è pari alla somma degli autovalori della matrice, in quanto una matrice è sempre simile ad una forma canonica di Jordan, una matrice triangolare superiore che ha anch'essa gli autovalori {\displaystyle \lambda _{1},\ldots ,\lambda _{n}} sulla diagonale principale.
Nel caso di una matrice diagonalizzabile, in particolare, questo segue dall'invarianza per similitudine, e dal fatto che una matrice diagonale ha i suoi autovalori sulla diagonale.
In una matrice quadrata di ordine due gli autovalori dipendono solo dalla traccia e dal determinante della matrice, poiché in tal caso il polinomio caratteristico è dato da:
{\displaystyle \lambda ^{2}-\mathrm {tr} (A)\lambda +\mathrm {det} (A)}
La traccia corrisponde alla derivata del determinante. Se {\displaystyle A} è una funzione differenziabile da {\displaystyle \mathbb {R} } allo spazio delle matrici di dimensione n:
{\displaystyle {\frac {d}{dt}}\det A(t)=\mathrm {tr} \left(\mathrm {adj} (A(t))\,{\frac {dA(t)}{dt}}\right)}
dove {\displaystyle \mathrm {adj} A} è la matrice aggiunta di {\displaystyle A}. Si tratta della formula di Jacobi.

## Prodotto interno
Per una matrice {\displaystyle A} di dimensione {\displaystyle m\times n} con entrate reali o complesse, indicando con l'asterisco la trasposta complessa coniugata si ha:
{\displaystyle \operatorname {tr} (A^{*}A)\geq 0}
dove vale l'uguaglianza se e solo se {\displaystyle A=0}. L'assegnazione:
{\displaystyle \langle A,B\rangle =\operatorname {tr} (B^{*}A)}
definisce un prodotto interno sullo spazio delle matrici {\displaystyle m\times n} (reali o complesse). La norma indotta da tale prodotto interno è detta norma di Frobenius.
Segue che se {\displaystyle A} e {\displaystyle B} sono semi-definite positive e hanno la stessa dimensione, allora:
{\displaystyle 0\leq \operatorname {tr} (AB)^{2}\leq \operatorname {tr} (A^{2})\operatorname {tr} (B^{2})\leq \operatorname {tr} (A)^{2}\operatorname {tr} (B)^{2}}
come si può dimostrare utilizzando la disuguaglianza di Cauchy-Schwarz.

## Generalizzazioni
Nel caso di operatori compatti in spazi di Hilbert si introduce la nozione di operatore di classe traccia. 
Se {\displaystyle A} è un'algebra associativa su un campo {\displaystyle k} allora la traccia di {\displaystyle A} è spesso anche definita come una generica mappa {\displaystyle tr:A\to k} che annulla il commutatore {\displaystyle tr([a,b])=0} per ogni coppia {\displaystyle a,b\in A}. Si tratta di una traccia definita a meno della moltiplicazione per uno scalare non nullo.
Una supertraccia è una generalizzazione della traccia nell'ambito della teoria delle superalgebre.
L'operazione di contrazione di un tensore generalizza la traccia al caso di generici tensori.

### Operatori di classe traccia
Sia dato un operatore lineare limitato {\displaystyle A} su uno spazio di Hilbert separabile {\displaystyle H}. Data una base ortonormale {\displaystyle \{\phi _{n}\}} di {\displaystyle H}, si definisce traccia di {\displaystyle A} il numero:
{\displaystyle {\rm {Tr}}A:=\sum _{n}^{\infty }\langle A\phi _{n},\phi _{n}\rangle }
{\displaystyle A} è detto di classe traccia se la traccia del suo modulo è finita, ovvero se la somma precedente è assolutamente convergente e indipendente dalla scelta della base.
{\displaystyle {\rm {Tr}}|A|<\infty \ }
La traccia di un operatore può essere scritta in modo equivalente come la somma di termini positivi:
{\displaystyle \|A\|_{1}={\rm {Tr}}|A|:=\sum _{k}\langle (A^{*}A)^{1/2}\,e_{k},e_{k}\rangle }
Si tratta di un funzionale lineare sullo spazio degli operatori di classe traccia. Se {\displaystyle H} ha dimensione finita, ogni operatore è di classe traccia e la precedente somma è equivalente alla definizione di traccia di una matrice.
Un operatore {\displaystyle A} non negativo e autoaggiunto è di classe traccia se:
{\displaystyle {\rm {Tr}}(A)<\infty \ }
Inoltre, un operatore autoaggiunto è di classe traccia se lo sono la sua parte positiva {\displaystyle A^{+}} e negativa {\displaystyle A^{-}}.
In tale contesto l'analogo della norma di Frobenius è detto norma di Hilbert–Schmidt.

## Esempi
{\displaystyle A={\begin{pmatrix}3&0&1\\0&4&5\\0&1&2\end{pmatrix}}\Rightarrow {\mbox{tr}}(A)=3+4+2=9.\,\!}
{\displaystyle B={\begin{pmatrix}3&0&1\\0&4&5\\0&1&-7\end{pmatrix}}\Rightarrow {\mbox{tr}}(B)=3+4+(-7)=0.\,\!}